# Ian Bannen
Ian Bannen (Airdrie, North Lanarkshire, 29 de junho de 1928 – 3 de novembro de 1999) foi um ator escocês.
Bannen morreu de um acidente de carro (ele era um passageiro em um carro dirigido por sua esposa, Marilyn Salisbury), em Knockies Straight, perto de Loch Ness. Ele sofreu ferimentos graves após ser arremessado pelo pára-brisa. Bannen e Marilyn se casaram em 1976. Eles não tiveram filhos.